# 주드 벨링엄
주드 빅터 윌리엄 벨링엄(Jude Victor William Bellingham, 2003년 6월 29일 ~ )은 잉글랜드의 축구 선수로 포지션은 미드필더이다. 현재 스페인 라리가의 레알 마드리드 소속이다.

## 클럽 경력

### 버밍엄 시티
버밍엄 시티의 유스팀을 거쳐 2019년 7월 성인팀 입단을 통해 프로에 입문하여 포츠머스 FC와의 2019-20년 EFL컵 1라운드에서 프로 데뷔전을 치렀으며 2019-20 시즌 공식전 44경기 4골을 기록했다.
그러나 당시 버밍엄 구단은 재정난에 허덕이던 상황 속에서 2019-20 시즌을 마치자마자 독일 분데스리가의 명문 보루시아 도르트문트로 트레이드된 후 받은 이적료로 한숨을 돌렸고 등번호 22번은 영구결번으로 남기기로 결정했다.

### 보루시아 도르트문트

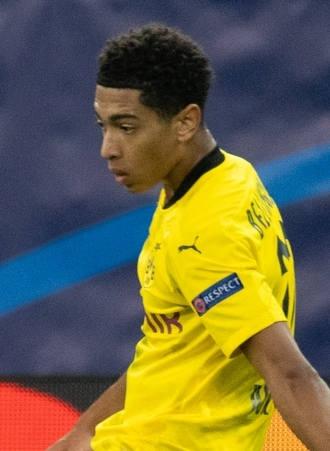
보루시아 도르트문트에서 뛰는 2020년의 벨링엄

도르트문트로 이적 후 2020년 9월 14일 MSV 뒤스부르크와의 2020-21년 DFB-포칼 64강전 경기에서 도르트문트 소속으로 첫 데뷔전을 치렀고 2020-21 시즌 공식전 46경기 4골을 기록하며 팀의 2020년 DFL-슈퍼컵 준우승, 2020-21년 DFB-포칼 우승, 분데스리가 2020-21 3위, 2020-21년 UEFA 챔피언스리그 8강 등에 이바지했다.
그리고 2021-22 시즌에서도 공식전 44경기 6골을 기록하면서 2021년 DFL-슈퍼컵 준우승, 분데스리가 2021-22 준우승에 일조하는 등 도르트문트의 핵심 미드필더로 맹활약을 펼쳤다

### 레알 마드리드
2023년 6월 7일, 보루시아 도르트문트는 공식 홈페이지를 통해 레알 마드리드 CF와 벨링엄 이적에 대해 합의에 도달했다고 공식 발표했다. 기본 이적료는 €103m (약 1,440억)에 옵션을 충족하면 최대 30%까지 추가로 올라갈 수 있다. 6월 14일, 레알 마드리드는 벨링엄과 6년 계약을 맺었다고 공식 발표했다.

## 국가대표팀 경력

### 청소년 대표팀
벨링엄은 그의 고향인 잉글랜드와 조부모를 통해 얻은 국적인 아일랜드에서 뛸 수 있는 자격이 있었다. 벨링엄은 2016년 12월에 튀르키예를 상대로 잉글랜드 U-15 축구 국가대표팀 데뷔전을 치렀다. 2017-18 시즌 동안 주장을 맡은 역할을 인정받아, 벨링엄은 2018 버밍엄 시티 아카데미 시상식의 밤에서 특별 공로상을 수상했다. 2018년 말까지 그는 잉글랜드 U-16 축구 국가대표팀에서 경기를 치렀고, 11경기에 출전하여 4골을 득점하고, 팀의 주장을 맡았다. 벨링엄은 다음 3월 2020년 유럽 축구 선수권 대회 예선을 준비하기 위해 2019년 9월에 열린 친선 토너먼트인 시렌카 컵에 잉글랜드 U-17 축구 국가대표팀에 소집됐다. 벨링엄은 5-0으로 이긴 핀란드와의 대회 첫 경기에서 교체로 출전해 3번째 골을 넣었고, 팀은 오스트리아를 4-2로 이기고 결승전에 진출했다. 결승전에서 다시 벨링엄이 세 번째 골을 넣었다. 벨링엄은 결승전에서 주장직을 유지했는데, 잉글랜드는 개최국 폴란드와 2-2로 비긴 뒤 승부차기에서 이겼고, 벨링엄은 대회 최우수 선수로 선정됐다.
벨링엄은 2020년 9월에 코소보와 오스트리아와의 UEFA U-21 축구 선수권 대회 예선전에 처음으로 소집되었다. 벨링엄은 9월 4일, 3-0으로 앞선 코소보와의 경기에서 62분에 톰 데이비스와 교체로 들어가 잉글랜드 U-21 축구 국가대표팀 최연소 출전 선수가 되었고, 85분에 골을 넣어 6-0 승리를 완성했다.

### 성인대표팀

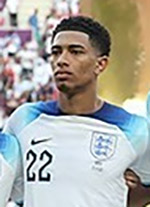
카타르 월드컵에서 잉글랜드 축구 국가대표팀으로 출전한 벨링엄

2020년 11월 10일 웸블리 스타디움에서 열린 아일랜드와의 친선 경기를 앞두고 잉글랜드 성인대표팀에 첫 발탁되어 이틀 후 아일랜드와의 경기에서 후반 28분 메이슨 마운트와의 교체 투입을 통해 만 17세 136일의 나이로 국제 A매치 데뷔전을 치렀다.
이듬해인 2021년 3월에도 A대표팀에 소집된 후 같은 해 6월 1일 발표된 UEFA 유로 2020 본선 최종 엔트리에 합류했고 이 대회 본선에도 3경기(조별리그 2경기, 8강전)에 출전하여 팀의 사상 첫 유로 대회 준우승이자 1966년 FIFA 월드컵 우승 이후 55년만의 메이저 대회 결승 진출에 일조했으며 특히 크로아티아와의 D조 조별리그 1차전에서 후반 37분 해리 케인과 교체 투입되며 만 17세 349일의 나이로 유로 대회 본선 역사상 최연소 출전 기록을 세웠다.
그리고 2022년 11월 10일 발표된 2022년 FIFA 월드컵 본선 26인 엔트리에 발탁되어 이란과의 B조 조별리그 1차전에서 월드컵 데뷔전을 치르자마자 전반 34분 만 19세 145일의 나이에 국제 A매치 데뷔골이자 월드컵 데뷔골을 터뜨리며 팀의 6-2 대승에 기여했고 이와 함께 루마니아와의 1998년 FIFA 월드컵 G조 조별리그 2차전에서 만 18세 190일의 나이에 득점을 기록한 마이클 오언에 이어 잉글랜드 최연소 월드컵 득점자에 이름을 올렸다.

## 수상

#### 보루시아 도르트문트
- DFB 포칼: 2020-21

#### 레알 마드리드
- 라리가: 2023-24
- 수페르코파 데 에스파냐: 2024
- UEFA 챔피언스리그: 2023-24
- UEFA 슈퍼컵: 2024
- 인터컨티넨탈컵: 2024

#### 잉글랜드
- UEFA 유로 준우승: 2020, 2024

### 개인
- 버밍엄 시티 특별 공로상: 2018
- 버밍엄 시티 올해의 영플레이어: 2019-20
- EFL 올해의 영플레이어: 2019-20
- EFL 챔피언십 U-18 최우수 선수: 2019-20
- VDV 올해의 선수[14] : 2022-23
- VDV 올해의 신인[14] : 2020-21
- VDV 올해의 팀[14] : 2021-22, 2022-23
- 분데스리가 올해의 선수[15] : 2022-23
- 분데스리가 올해의 팀[15] : 2021-22, 2022-23
- 라리가 시즌의 팀: 2023-24
- 라리가 시즌의 선수: 2023-24
- UEFA 챔피언스리그 시즌의 팀: 2023-24
- UEFA 챔피언스리그 시즌의 영플레이어: 2023-24
- ESM 올해의 팀: 2023-24
- 골든 보이: 2023
- 코파 트로피: 2023
- FIFPRO 월드 11: 2023, 2024
- 더 베스트 피파 11: 2024
- 라우레우스 올해의 발전: 2024

#### 발롱도르
- 2023 - 18
- 2024 - 3

## 클럽 통계
2025. 1. 12  기준
| 클럽                | 시즌      | 리그         | 리그 | 리그 | 국내컵 | 국내컵 | 대륙컵 | 대륙컵 | 기타 | 기타 | 합계 | 합계 |
| 클럽                | 시즌      | 디비전       | 경기 | 득점 | 경기   | 득점   | 경기   | 득점   | 경기 | 득점 | 경기 | 득점 |
| ------------------- | --------- | ------------ | ---- | ---- | ------ | ------ | ------ | ------ | ---- | ---- | ---- | ---- |
| 버밍엄 시티         | 2019-20   | EFL 챔피언십 | 41   | 4    | 2      | 0      | 1      | 0      | —    | —    | 44   | 4    |
| 보루시아 도르트문트 | 2020-21   | 분데스리가   | 29   | 1    | 6      | 2      | 10     | 1      | 1    | 0    | 46   | 4    |
| 보루시아 도르트문트 | 2021-22   | 분데스리가   | 32   | 3    | 3      | 0      | 8      | 3      | 1    | 0    | 44   | 6    |
| 보루시아 도르트문트 | 2022-23   | 분데스리가   | 31   | 8    | 4      | 2      | 7      | 4      | -    | -    | 42   | 14   |
| 레알 마드리드       | 2023-24   | 라리가       | 28   | 19   | 1      | 0      | 11     | 4      | 2    | 0    | 42   | 23   |
| 레알 마드리드       | 2024-25   | 라리가       | 15   | 7    |        |        | 6      | 1      | 4    | 1    | 25   | 9    |
| 클럽 통산           | 클럽 통산 | 클럽 통산    | 176  | 42   | 16     | 4      | 42     | 13     | 8    | 1    | 243  | 60   |

1. ↑  FA컵, DFB-포칼
2. ↑  EFL컵
3. ↑  DFL-슈퍼컵 출전